# Шереверова Карина Віталіївна
Карина Віталіївна Шереверова (нар. 18 серпня 1991, м. Кривий Ріг) — українська актриса театру і кіно, вокалістка.

## Життєпис
Народилася у 1991 році в Кривому Розі. Займалася вокалом, брала участь у фестивалях і конкурсах, у тому числі міжнародних (Фестиваль естрадної пісні та театрального мистецтва «Співограй» та інші).
Після закінчення загальноосвітньої школи з 2008 року навчалась в Київській академії естрадного та циркового мистецтв та отримала спеціальність «актор театру і кіно» (майстерня Ю. Л. Легі). Згодом, за два роки, у 2015-у, закінчила Київський інститут музики імені Рейнгольда Глієра за спеціальністю «артист-вокаліст». Також у 2016 році пройшла курс-інтенсив Пола Брауна Нью-Йоркської академії кіно.

## Творчість

### Театр
- 2016 — «Попелюшки-зечки» — Режисер (головна роль); реж. М. Михайличенко
- 2016 — «Чайка» — Маша; реж. М. Михайличенко
- 2013 — «Яма» — співачка Ровинська; реж. Ю. Лега

З 2018 року Карина Шереверова акторка театру «Дикий театр».

### Озвучування та дубляж
- 2016 — «25-а година» — Ольга Кузнєцова; режисер: М. Михайлов

### Фільмографія
| Рік       |   | Назва                                | Роль                                                          |
| --------- | - | ------------------------------------ | ------------------------------------------------------------- |
| 2019      | ф | «Заборонений»                        | Алла Горська                                                  |
| 2018      | с | Щуролови (у виробництві)             | дружина Хромова                                               |
| 2018      | с | Виходьте без дзвінка (у виробництві) | Оксана                                                        |
| 2018      | с | Соломонове рішення                   | Світлана, волонтер                                            |
| 2018      | с | Стоматолог                           | Алевтина Вікторівна                                           |
| 2018      | с | Коли ми вдома. Нова історія          | Маша                                                          |
| 2017      | ф | Прогулянка (короткометражний)        | Катя, головна роль                                            |
| 2017      | с | Підкидьок-2 або Вікно життя 2        | учителька                                                     |
| 2017      | с | Ментівські війни. Київ               | Карина (немає в титрах)                                       |
| 2017—2018 | с | Лікар Ковальчук                      | Мар'яна                                                       |
| 2017      | с | Друге життя Єви                      | продавець-консультант                                         |
| 2017      | с | Зустрічна полоса                     | дружина Олега                                                 |
| 2016      | с | Провідниця                           | дівчина Єгора в 7-ій серії «Наречений напрокат»               |
| 2016      | с | Не зарікайся                         | зечка                                                         |
| 2016      | с | На лінії життя                       | Юля Закревська, фронтова санітарка                            |
| 2016      | с | Кримінолог                           | Катя, секретар                                                |
| 2016      | с | Катерина                             | епізод                                                        |
| 2016      | с | Кандидат                             | дружина Івана                                                 |
| 2016      | с | Громодянин ніхто                     | медсестра в госпіталі                                         |
| 2015      | с | Пес                                  | Маша в 11-й серії «Артист»                                    |
| 2015      | с | Відділ 44                            | Карина Глухова в 84-й серії «Борщевик»                        |
| 2015      | с | Безсмертник                          | дружина Приходька                                             |
| 2013      | с | Жіночий лікар-2                      | Тетяна Олександрівна дружина Любавіна в 49-й серії «Прощення» |
| 2012      | с | Телефон довіри                       | Ліда                                                          |

## Нагороди
- Лауреат міжнародних і всеукраїнських вокальних конкурсів та фестивалів.